# Avignon
Avignon este un oraș în sudul Franței, prefectura departamentului Vaucluse în regiunea Provence-Alpi-Coasta de Azur.

## Istorie

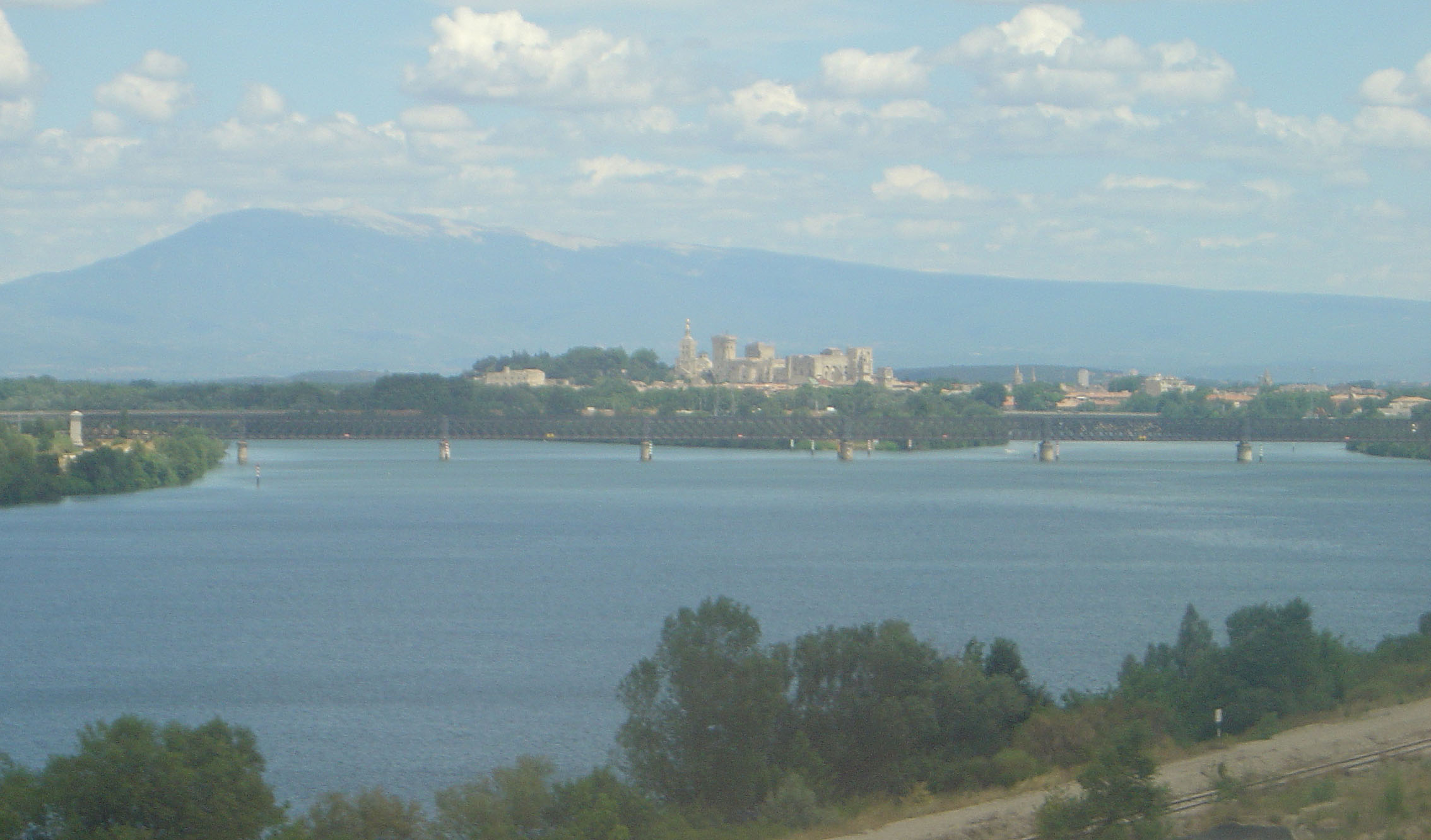
Palatul Papilor domină orașul situat pe fluviul Ron

În antichitate Avignonul a fost capitala tribului galic al kavarilor. Din timpul epocii romane s-au păstrat mai multe ruine. În Evul Mediu Avignonul a aparținut Statelor Papale, care-l controlau prin intermediul unui vice-legat. Prin tratatul de pace de la Tolentino (1797) orașul în cele din urmă a fost cedat Directoratului Francez. În apropierea orașului sunt depozite de nisip de bună calitate, care astăzi este exportat în Italia pentru fabricarea sticlei. În Evul Mediu vânzarea de nisip pentru sticlă a adus un venit considerabil Statelor Papale.
Orașul a jucat în istoria Bisericii Romano-Catolice un loc însemnat, deoarece în cursul a 72 de ani (1309-1377) a servit ca sediu al papilor. Clement al V-lea, prin ordonanță de la Filip al IV-lea a mutat reședința de la Roma. Dar, chiar și după această perioadă de 70 de ani, cunoscută sub numele de Captivitatea papilor la Avignon, acest oraș a servit ca sediu al unor papi schismatici până în 1409 (Schisma apuseană).

## Localizare
Avignon este situat pe malul stâng al Ronului în departamentul Vaucluse, la 640 km sud-est de Paris și la 80 km nord-vest de Marsilia. 
Centrul istoric din Avignon a fost înscris în anul 1995 pe lista patrimoniului cultural mondial UNESCO.

## Personalități născute aici
- René Girard (1923 - 2015), antropolog.